# Dong Shouyi
Dong Shouyi (董守義S, Dŏng ShŏuyìP; 20 novembre 1895 – Pechino, 13 giugno 1978) è stato un allenatore di pallacanestro cinese.

## Carriera
Ha guidato la Repubblica di Cina ai Giochi olimpici di Berlino 1936.